# ایان آرکرایت
ایان آرکرایت (انگلیسی: Ian Arkwright؛ زادهٔ ۱۸ سپتامبر ۱۹۵۹) بازیکن فوتبال اهل بریتانیا است.
از باشگاه‌هایی که در آن بازی کرده‌است می‌توان به باشگاه فوتبال ولورهمپتون واندررز، باشگاه فوتبال تورکی یونایتد، و باشگاه فوتبال ورکسام اشاره کرد.